# Palm Circle
Palm Circle of  Pineapple Pentagon is een deel van Fort Shafter in Honolulu. Dit deel herbergde het hoofdkwartier van de leiding van de Amerikaanse strijdkrachten (Pacific Ocean Areas) tijdens de Tweede Wereldoorlog.
Het is een National Historic Landmark sinds 1987.